# Thành phố Maribyrnong
Thành phố Maribyrnong (tiếng Anh: City of Maribyrnong - / ˈ m æ r ə b ə n ɒ ŋ /) là một khu vực chính quyền địa phương nằm trong vùng đô thị Melbourne, bang Victoria, Úc, được thành lập vào năm 1994 từ sự hợp nhất của thành phố Footscray (cũ) và một phần của thành phố Sunshine (cũ). Thành phố trải dài trên vùng cận nội thị cách Trung tâm Thành phố Melbourne 5 đến 10 cây số về phía tây. Tại kỳ Điều tra dân số 2011, dân số trên địa bàn Maribyrnong đạt 71.635 người. Đến năm 2012, số dân ước tính khoảng 76.703 người.
Xếp theo các khu vực chính quyền địa phương, thành phố Maribyrnong đứng thứ nhì tiểu bang về mức độ đa dạng văn hóa, với trên 40% cư dân sinh ra ở hải ngoại.
Trong quá trình hình thành và phát triển của mình, thành phố Maribyrnong ngày nay và các chế định tiền nhiệm đã phải đối diện với nhiều khó khăn, thách thức cùng với nhiều cơ hội rộng mở. Trong số đó, sự thay đổi quy mô và hình thức phát triển của thành phố này dường như là duy nhất trong khu vực nội thành. Trong vòng mười năm trở lại đây, thành phố đã chuyển đổi nhiều khu vực sản xuất công nghiệp thành đất ở, nhờ đó mà dân số tăng nhanh chóng. Xu hướng này sẽ còn tiếp diễn trong vòng hai mươi năm tới, khi thành phố này dự kiến đón thêm 16.000 người đến định cư và sinh sống.
Cấu trúc và thành phần cư dân cũng có nhiều thay đổi. Những người mới đến nhìn chung có trình độ học vấn cao hơn và thu nhập khá hơn cư dân bản địa. Thành phố vẫn là địa điểm thu hút nhiều cộng đồng văn hóa mới đến ở. Trong các yếu tố thu hút người nhập cư, Maribyrnong nổi bật nhờ vị trí gần Trung tâm thành phố, số lượng nhà thuê trọ, các đầu mối giao thông công cộng, độ đa dạng văn hóa và môi trường trong lành sát sông Maribyrnong.

## Hội đồng thành phố
Hội đồng thành phố bao gồm 7 nghị viện đại diện cho 4 phường hành chánh trong phạm vi của thành phố. Trong đó, một nghị viên đồng thời giữ vai trò thị trưởng thành phố. Dưới đây là danh sách nghị viên hội đồng đương nhiệm, được bầu chọn tại cuộc bầu cử năm 2012.

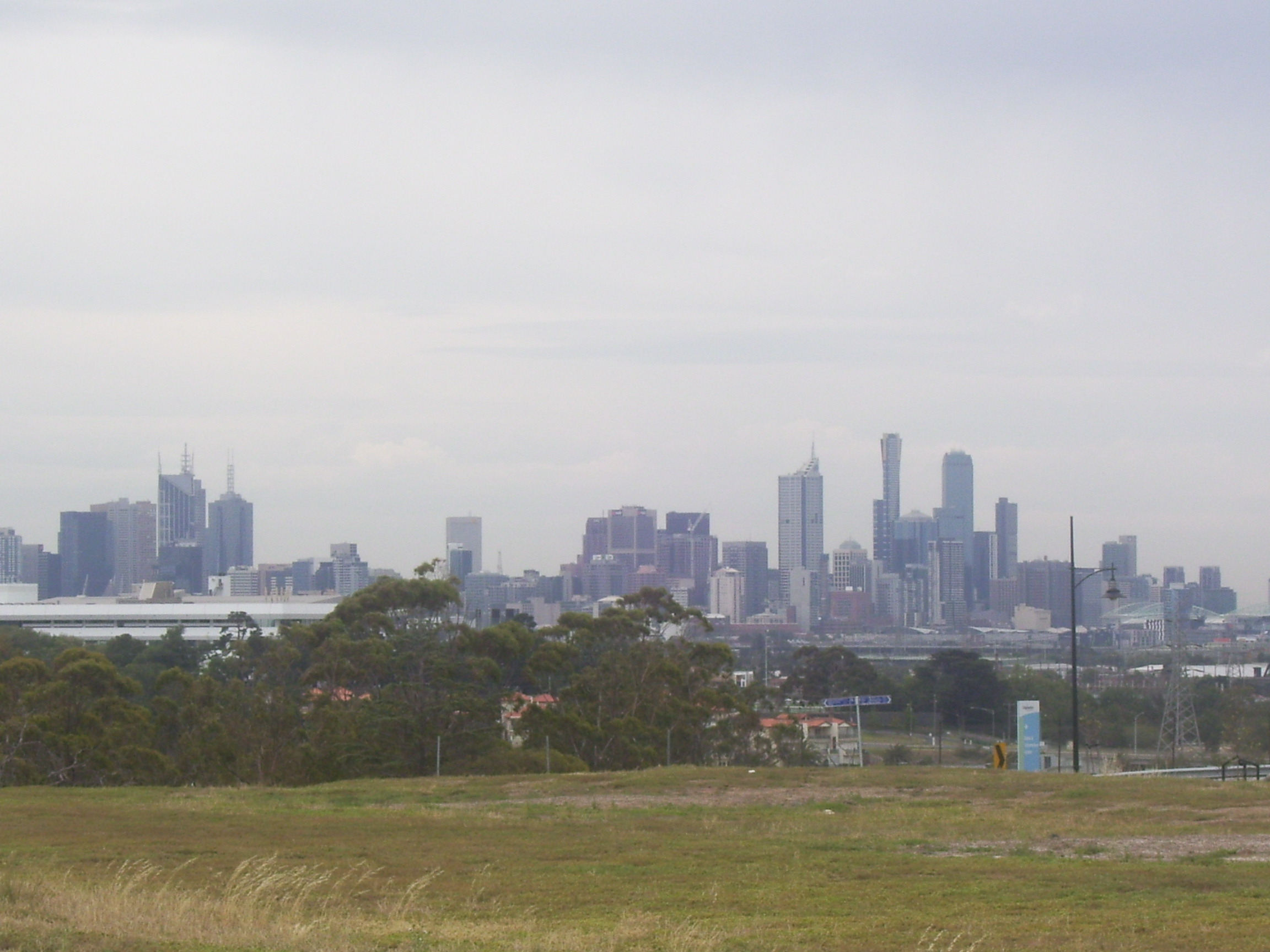
Quang cảnh trung tâm thành phố Melbourne nhìn từ đường Gordon Street, vùng Maribyrnong

| Phường      | Đảng | Đảng             | Nghị viên         | Ghi chú    |
| ----------- | ---- | ---------------- | ----------------- | ---------- |
| River       |      | Ứng viên độc lập | Gina Huynh        |            |
| River       |      | Lao động         | Sarah Carter      |            |
| Stony Creek |      | Ứng viên độc lập | Catherine Cumming | Thị trưởng |
| Stony Creek |      | Lao động         | Cuc Lam           |            |
| Yarraville  |      | Xanh             | Simon Crawford    |            |
| Yarraville  |      | Ứng viên độc lập | Mia McGregor      |            |
| Yarraville  |      | Lao động         | Martin Zakharov   |            |

## Các vùng nội ô

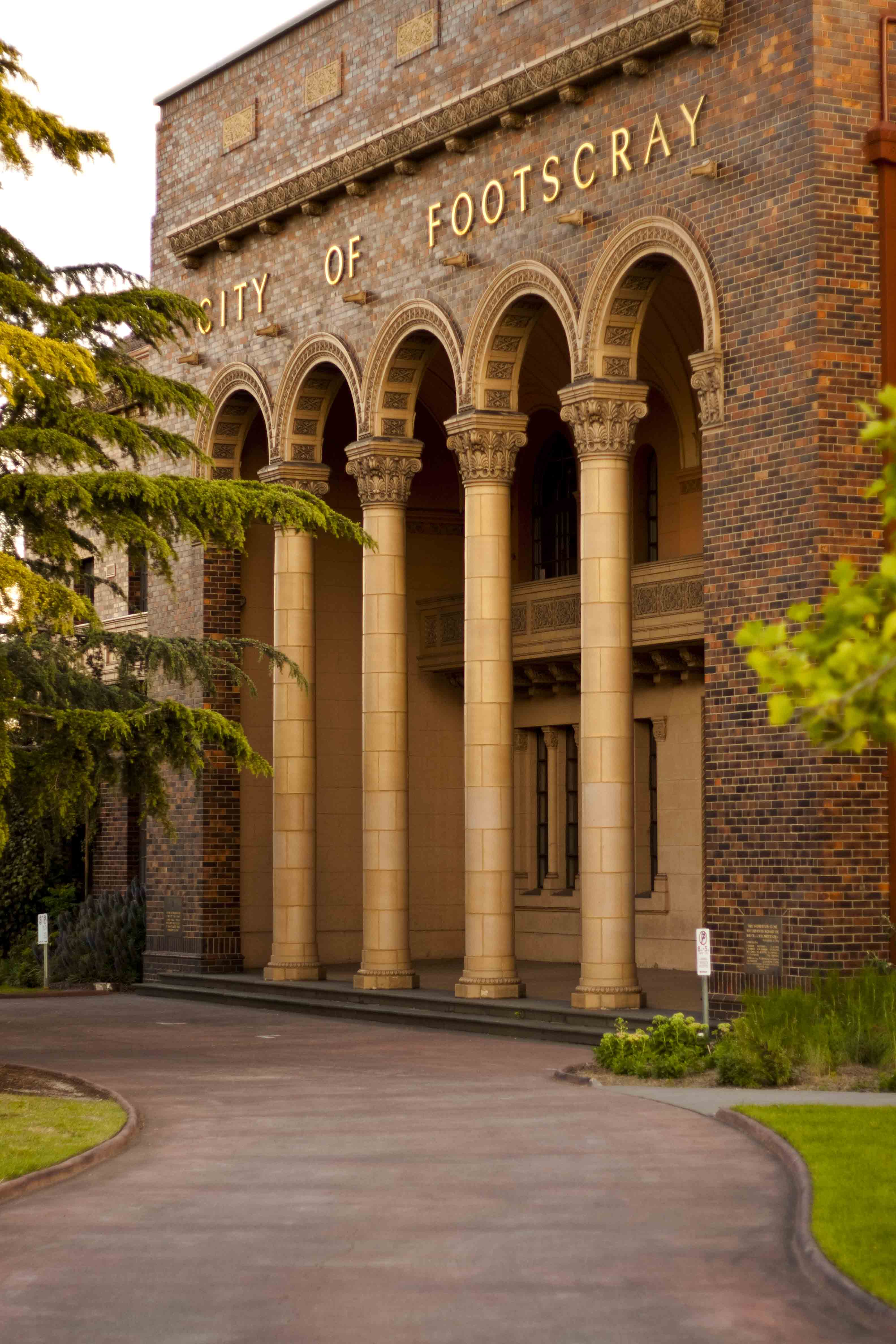
Văn phòng Hội đồng thành phố nằm tại góc đường Napier và Hyde Street, Footscray

- Braybrook
- Footscray
- Kingsville
- Maidstone
- Maribyrnong
- Seddon
- Tottenham
- West Footscray
- Yarraville

## Cư dân
Các số liệu dưới đây dựa trên kết quả cuộc Điều tra dân số năm 2011.
Dân số và Đa dạng văn hóa
- Số dân ước đoán Lưu trữ ngày 13 tháng 8 năm 2016 tại Wayback Machine ngày 30 tháng 6 năm 2012 là 76.703 người.
- Có 323 người (0,5% dân số) là người Bản xứ và Thổ dân Eo biển Torres.
- 40% dân số sinh ra ở nước ngoài và 43% nói ngôn ngữ không phải tiếng Anh.
- Các nhóm ngôn ngữ đông nhất là: Việt Nam, Quan thoại, Hy Lạp, Ý và Tây Ban Nha.
- 9.9% số dân ở đây không nói tốt tiếng Anh, hoặc không thể nói tiếng Anh.

Khó khăn về xã hội và thu nhập
- Thành phố Maribyrnong đứng hàng thứ 4 về độ nghèo khó trong toàn vùng đô thị trong bảng thống kê của SEIFA.
- Tỷ lệ thất nghiệp ở đây tương đối cao. Tính đến tháng 9 năm 2012, tỷ lệ thất nghiệp ở mức 7.9%, so với trung bình tại Melbourne 5.5%, và mức trung bình toàn quốc là 5.2%.
- Braybook có số người thất nghiệp cao nhất, với 15% dân số không có việc làm.

Hộ gia đình và Nhà cửa
- Quy mô hộ gia đình trung bình là 2.4 người/hộ.
- Thu nhập tuần trung bình đạt $1,258.
- 25% số hộ gia đình là vợ chồng và con cái.
- 26% số hộ gia đình chỉ có cặp vợ chồng
- 25% số hộ gia đình chỉ có một người.
- 70,6% số hộ gia đình có Internet.
- 35,5% số hộ gia đình đang thuê nhà (nhà ở xã hội của chính phủ lẫn nhà thuê của tư nhân).
- Chi phí thuê nhà trung bình là $280/tuần, so với $300/tuần trên toàn vùng đô thị  Melbourne
- Số tiền trả góp mua nhà hàng tháng là $2.167 so với $1,810 trên toàn vùng Melbourne.

Sức khỏe
- Ba loại bệnh có thể tránh khỏi của nữ giới là bệnh tim, tiểu đường type 2 và trầm cảm
- Ba loại bệnh của nam giới là bệnh tim, ung thư phổi và đột quỵ.
- Sức khỏe của nữ giới ở đây đứng hàng thấp nhất trong tiểu vùng phía Tây đô thị (số người mắc bệnh 134,9 trong 1.000 người)
- Nam giới có tuổi thọ trung bình thấp nhất tiểu bang Victoria (74,8 tuổi)
- Cứ 5 người thì 1 người là người khuyết tật.
- 7,1% cư dân thiếu ăn (không có đủ thức ăn để hỗ trợ cuộc sống khỏe mạnh).

## Các cộng đồng văn hóa
Trong giai đoạn từ 2003 đến 2008, thành phố đón tiếp 4.769 lượt người tới định cư và sinh sống. Phần lớn trong số người mới nhập cư là người có tay nghề (46%), người theo diện đoàn tụ gia đình (33%) và tỵ nạn nhân đạo (21%).
Các số liệu thống kê chính:
- Một lượng lớn người nhập cư có trình độ tiếng Anh thấp đến rất thấp.
- Phần lớn trong số người nhập cư từ 20-29 tuổi, đa số là nam giới.
- Một lượng lớn người nhập cư đến từ Ấn Độ, Trung Quốc, Bangladesh và Pakistan và đến đây theo diện định cư tay nghề.
- Hơn 90% số người mới đến từ Myanmar và Sudan là người tỵ nạn.
- Người gốc Việt Nam và Anh Quốc chủ yếu đến đây qua diện đoàn tụ gia đình.

## Kinh doanh thương mại
Maribyrnong là một trung tâm kinh tế năng động trên toàn thành phố. Ở đây có 5.392 doanh nghiệp lớn nhỏ thu hút trên 35.000 lao động, trong đó có 28.246 cư dân địa phương. Sản xuất công nghiệp có quy mô lớn nhất, với 3.451 lao động, theo sau là ngành bán lẻ, với 2.668 người, và ngành y tế 2.576 người. Các ngành dịch vụ khoa học và công nghệ tuyển 2.185 và ngành giáo dục có 2.145 người. Các doanh nghiệp lớn nhất trong toàn thành phố là Đại học Victoria, Bệnh viện Western Health, Lonely Planet, Trung tâm Thương mại Highpoint, Western Bulldogs, Mobil Australia và Sugar Australia (CSR).
Trung bình 34% số người lao động có trình độ đại học, ở một số khu vực, tỷ lệ này lên tới 53%. Số người này tập trung đông nhất ở các vùng Footscray, Seddon và Yarraville.

## Giáo dục

### Đại học
Trường Đại học Victoria có hai cơ sở ở Footscray, với số sinh viên theo học vào khoảng 15.000 người, và số nhân viên khoảng 1.200 người. Đây cũng là cơ sở giáo dục bậc cao lớn nhất ở phía Tây thành phố. Đại học Melbourne cũng là đơn vị tuyển dụng lớn nhất của thành phố, theo sau là Bệnh viện Western Health.

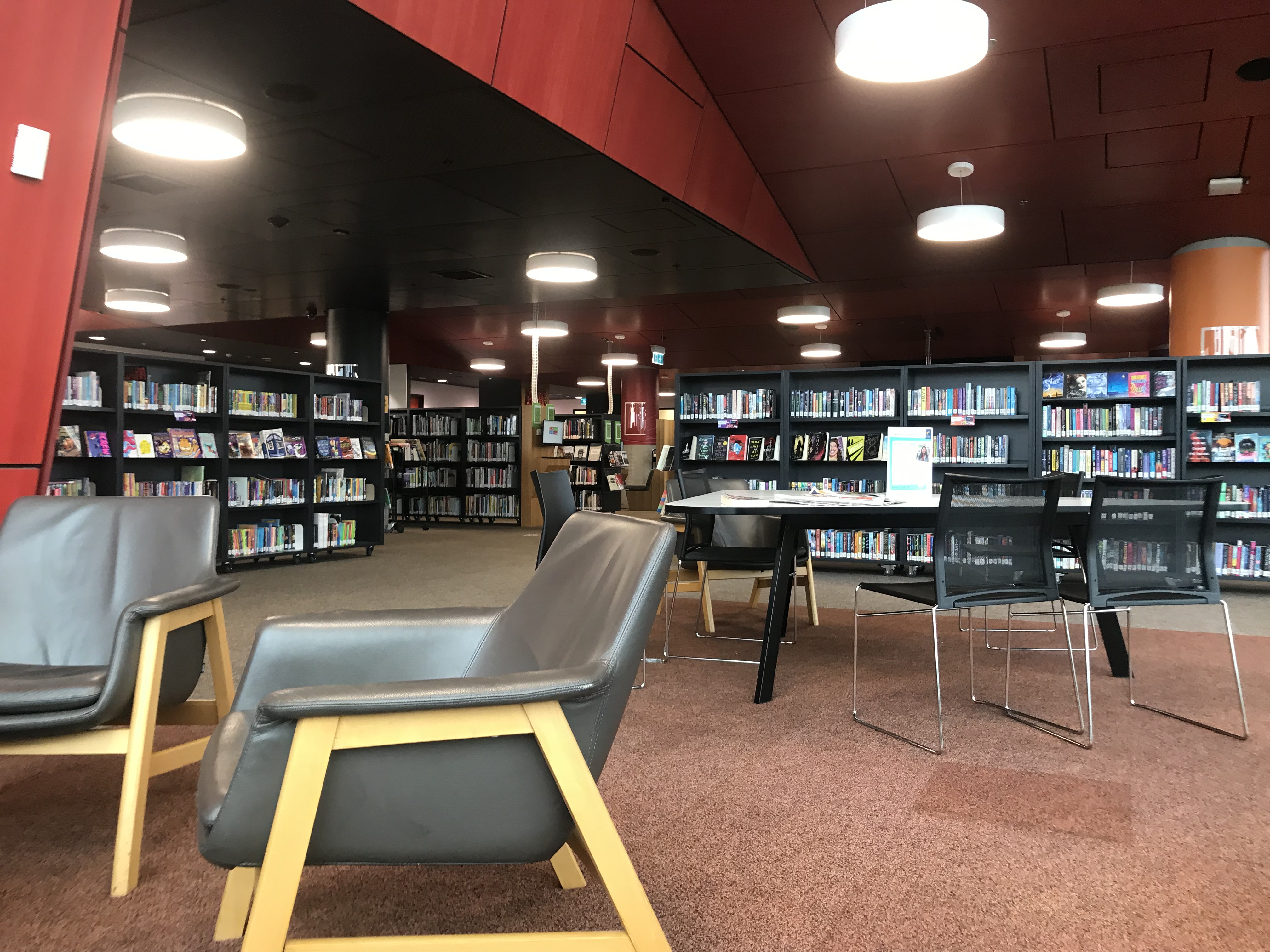
Bên trong của thư viện Sunshine

### Phổ thông
Thành phố Maribyrnong có năm trường trung học, là các trường: Maribyrnong, Braybrook, Sunshine,... với 530 cán bộ nhân viên cùng 4000 học sinh theo học. These Con số này sẽ còn gia tăng sau khi Trường Trung học Maribyrnong hoàn thành.

### Thư viện
Hệ thống thư viện công cộng do Hội đồng thành phố điều hành hiện có 6 điểm: Footscray, Maribyrnong ở Trung tâm Thương mại Highpoint, West Footscray, Yarraville, Sunshine và Braybrook. Để phục vụ lượng lớn bạn đọc đến từ các sắc dân đa dạng, thư viện cũng sở hữu nhiều đầu sách và tư liệu ngoại ngữ. Hiện nay, thành phố đang xúc tiến đầu tư thư viện mới tại Bradmill Precinct để thay thế Thư viện Yarraville.

## Những thị trấn và địa phuơng
Thành phố có dân số 85.209 người trong cuộc điều tra dân số năm 2021, tăng từ 82.288 người trong cuộc điều tra dân số năm 2016.
| Địa phuơng     | 2016   | 2021   |
| -------------- | ------ | ------ |
| Braybrook      | 9.195  | 9.682  |
| Footscray      | 16,345 | 17,131 |
| Kingsville     | 3,946  | 3,920  |
| Maidstone      | 9,032  | 9,389  |
| Maribyrnong    | 12,216 | 12,573 |
| Seddon         | 5,123  | 5,143  |
| Tottenham      | 3      | 3      |
| West Footscray | 11,450 | 11,729 |
| Yarraville     | 14,965 | 15,636 |